# Moritz Balthasar Borkhausen
Moritz Balthasar Borkhausen (Gießen, 3 dicembre 1760 – Darmstadt, 30 novembre 1806) è stato un botanico tedesco.

## Biografia
Partecipò alla produzione di "Teutsche Ornithologie oder Naturgeschichte aller Vögel Teutschlands in naturgetreuen Abbildungen und Beschreibungen" di Johann Conrad Susemihl.
Studiò presso l'Università di Giessen, e nel 1796 iniziò a lavorare come assessore presso l'ufficio forestale di Darmstadt. Nel 1800 raggiunse il titolo di Kammerrat, seguito da un ruolo di consigliere presso il Oberforsthaus Collegium nel 1804.
Come botanico, fu l'autore tassonomico di Alliaceae e di Asclepiadaceae.

## Opere
- Naturgeschichte der europäischen Schmetterlinge (1788–94).
- Versuch einer Erklärung der zoologischen Terminologie(1790).
- Versuch einer forstbotanischen Beschreibung der in Hessen - Darmstädter Landen im Freien wachsenden Holzarten  (1790).
- Tentamen dispositionis plantarum Germaniae seminiferarum secundum new fact methodum A staminum situ proportione, (1792).
- Theoretisch - praktisches Handbuch der Forstbotanik und Forsttechnologie (1800-1803).
- Deutsche Ornithologie oder Naturgeschichte aller Vögel Deutschlands (1810).

| Borkh. è l'abbreviazione standard utilizzata per le piante descritte da Moritz Balthasar Borkhausen. Consulta l'elenco delle piante assegnate a questo autore dall'IPNI. |

| Borkhausen è l'abbreviazione standard utilizzata per le specie animali descritte da Moritz Balthasar Borkhausen. Categoria:Taxa classificati da Moritz Balthasar Borkhausen |